# Senegals Billie Jean King Cup-lag
Senegals Fed Cup-lag representerar Senegal i tennisturneringen Billie Jean King Cup, och kontrolleras av Senegals tennisförbund.

## Historik
Senegal deltog första gången 1982.